# 斎藤清二
斎藤 清二（さいとう せいじ、1951年 - ）は、日本の医学者・公認心理師・臨床心理学者。富山大学名誉教授、立命館大学特別招聘教授。専攻は、内科学・心身医学・臨床心理学・医学教育学。
新潟県生まれ。1975年新潟大学医学部卒業。1988年富山医科薬科大学医学博士。1979年富山医科薬科大学医学部第3内科助手、1996年助教授、2002年富山大学保健管理センター長・教授。2015年名誉教授、立命館大学応用人間科学研究科特別招聘教授。2016年立命館大学総合心理学部特別招聘教授。

## 著書
- 『はじめての医療面接 コミュニケーション技法とその学び方』医学書院 2000
- 『「健康によい」とはどういうことか ナラエビ医学講座』晶文社 2005
- 『ナラエビ医療学講座 物語と科学の統合を目指して』北大路書房 2011
- 『医療におけるナラティブとエビデンス 対立から調和へ』遠見書房 2012
- 『事例研究というパラダイム 臨床心理学と医学をむすぶ』岩崎学術出版社 2013
- 『関係性の医療学 ナラティブ・ベイスト・メディスン論考』遠見書房 2014
- 『ナラティブ〈NBM〉とかエビデンス〈EBM〉とか看護研究とか、さっぱりわかんない!というナースのためのナラエビ医療学入門』日本看護協会出版会 2014

### 共編著
- 『内科臨床とこころのカルテ 患者中心の内科診療と教育の実際』渡邊明治共編 メディカルレビュー社 1999
- 『ナラティブ・ベイスト・メディスンの実践』岸本寛史共著 金剛出版 2003
- 『ナラティヴと医療』江口重幸,野村直樹共編 金剛出版 2006
- 『エマージェンス人間科学 理論・方法・実践とその間から』西條剛央,菅村玄二,京極真,荒川歩,松嶋秀明,黒須正明,無藤隆,荘島宏二郎,山森光陽,鈴木平,岡本拡子,清水武共編著 北大路書房 2007
- 『発達障害大学生支援への挑戦 ナラティブ・アプローチとナレッジ・マネジメント』西村優紀美,吉永崇史共著 金剛出版 2010
- 『発達障害のある高校生への大学進学ガイド ナラティブ・アプローチによる実践と研究』西村優紀美,吉永崇史,桶谷文哲,水野薫共著 遠見書房 2012
- 『インタビューという実践』山田富秋,本山方子共編 新曜社 質的心理学フォーラム選書 2014

### 翻訳
- トリシャ・グリーンハル,ブライアン・ハーウィッツ編『ナラティブ・ベイスト・メディスン 臨床における物語りと対話』山本和利,岸本寛史共監訳 金剛出版 2001
- トリシャ・グリーンハル,アンナ・コラード『保健専門職のためのNBMワークブック 臨床における物語共有学習のために』金剛出版 2004
- トリシャ・グリーンハル『グリーンハル教授の物語医療学講座』三輪書店 2008
- ブライアン・ハーウィッツ,トリシャ・グリーンハル,ヴィーダ・スカルタンス編『ナラティブ・ベイスト・メディスンの臨床研究』岸本寛史,宮田靖志共監訳 金剛出版 2009
- リタ・シャロン『ナラティブ・メディスン 物語能力が医療を変える』岸本寛史, 宮田靖志,山本和利共訳 医学書院 2011
- キャサリン・モンゴメリー『ドクターズ・ストーリーズ 医学の知の物語的構造』岸本寛史共監訳 新曜社 2016